# Río Gorgos
El río Gorgos, también llamado río Jalón, es un río del sureste de la península ibérica que discurre por el nordeste de la provincia de Alicante (Comunidad Valenciana, España), denominado Xaló en valenciano.

## Recorrido
El río Jalón o Gorgos nace a 1300 metros de altitud, en la sierra de Alfaro y Serrella en Facheca, y transcurre por la comarca de la Marina Alta, de oeste a este, durante 53 km, hasta desembocar en el mar Mediterráneo, entre el cabo de San Antonio y el cabo de San Martín. Pasa por todos los pueblos del Valle de Pop, Jalón y Gata de Gorgos que le dan su nombre, y finalmente desemboca en Jávea.

## Características
Las lluvias torrenciales de otoño suelen provocar frecuentes avenidas, sobre todo en el curso medio del río; sin embargo, en verano se mantiene prácticamente seco, excepto en algunos charcos donde durante todo el año hay agua que se aprovecha para el riego. Otra característica de este río es la gran permeabilidad de su lecho, que hace que su caudal sirva para alimentar muchas fuentes por efecto de la filtración subterránea.

## Vegetación
En las riberas del río Gorgos crecen abundantemente las aneas, las adelfas (Nerium oleander) y los cañaverales.